# Canal Grande

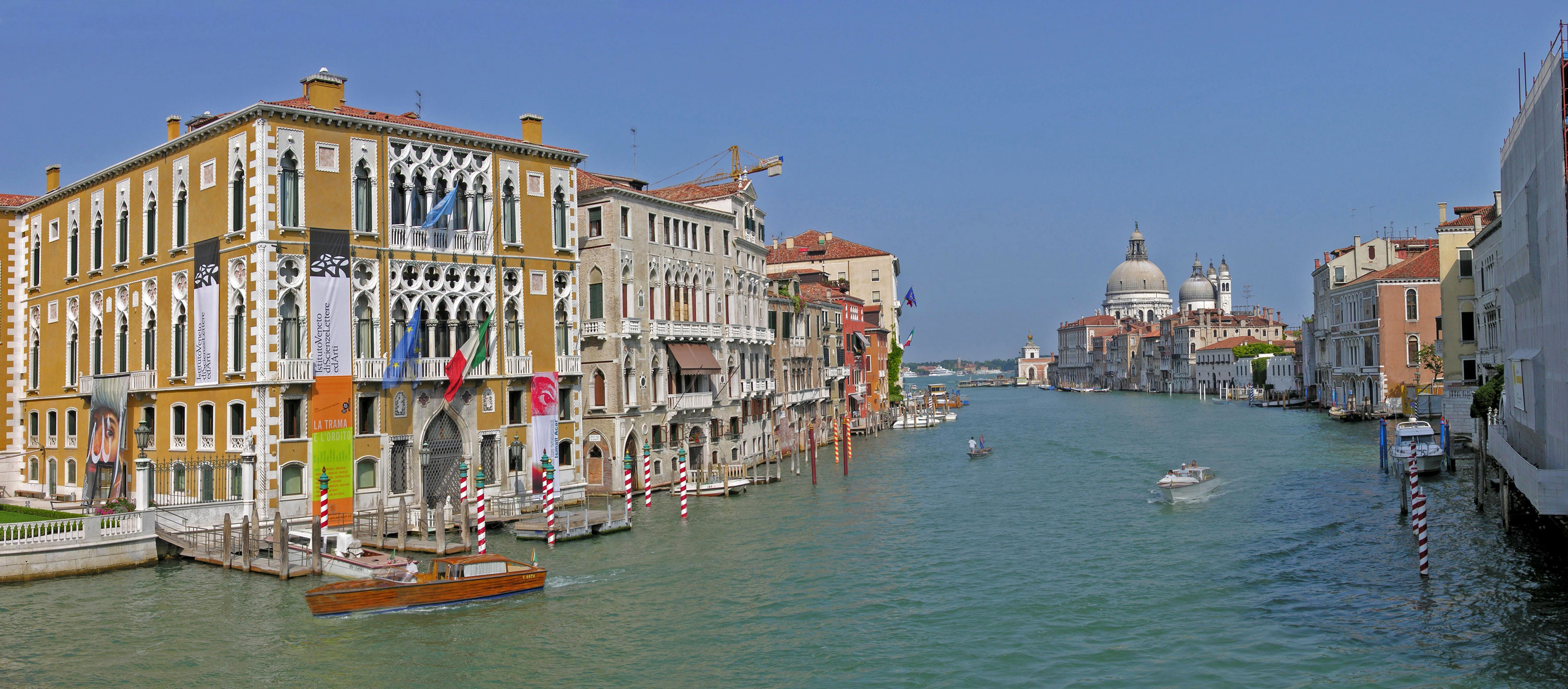
A Canal Grande az Accademia hídról; előtérben a Palazzo Cavalli-Franchetti, a távolban a Santa Maria della Salute-bazilika

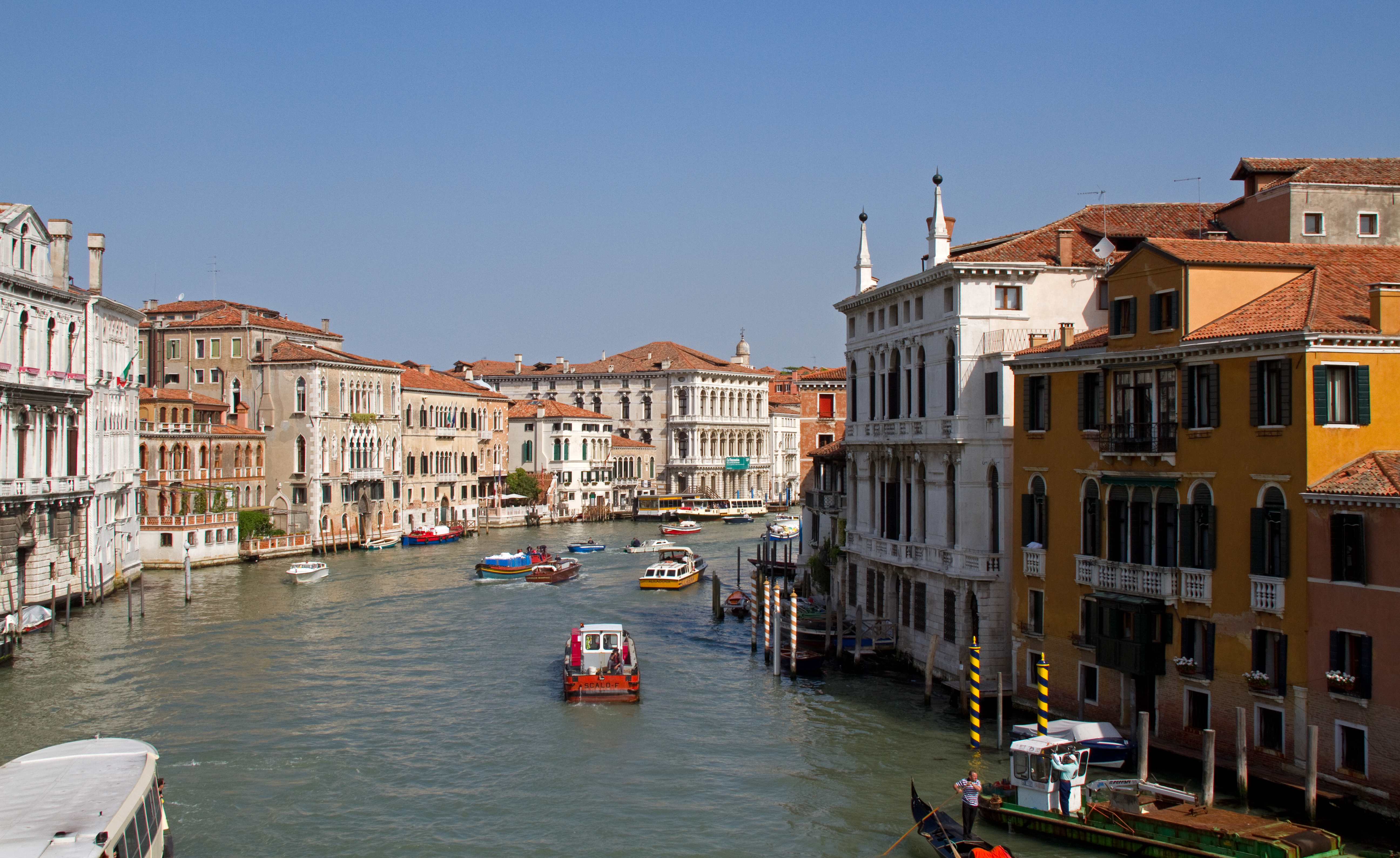
A Canal Grande az Accademia híd másik oldaláról

A Canal Grande (a velenceiek szerint Canalazzo, vagy velencei nyelven El Canalasso) Velence fordított S alakú fő csatornája, amely két részre osztja a történelmi központot a Ponte della Libertà csomópont és a Bacino di San Marco között. Összesen körülbelül 3800 méter hosszú, szélessége 30–70 méter, átlagos mélysége 5 méter.

## Leírása
Teljes hossza mentén csodálatos épületek, a legtöbbjük a 12. és a 18. század közötti időszakból, amelyek a Velencei Köztársaság által teremtett jólét és művészetek jelképei. Minden évben a velenceiek itt élik újra a „Serenissima” évszázados hagyományait, mint pl. a Történelmi Regattát.
Miután egy rövid szakaszon délkeleti irányban húzódik, az Alkotmány híd magasságában északkeleti irányba fordul, nagy hurkot képezve, amely mentén található a Ponte degli Scalzi híd, valamint a Cannaregio-csatorna, amely a Rialto hídnál, az egyetlen eredeti, a Csatorna négy gyalogoshídja közül, s a leghíresebb is. Innen délnyugati, majd déli irányt vesz (a fordulónál), végül keletre fordul, hogy az Accademia hídtól folytatódva, a Punta della Doganánál érjen véget. Útja során öt kerületet, 45 kisebb kisebb riót, hét hidat (négy gyalogos, két autós, és egy vasúti). A legújabb, az Alkotmány híd, amelyet Santiago Calatrava építész arra tervezett, hogy csatlakoztassa a Santa Lucia Pályaudvart a Piazzale Roma busztermináljához, valamint az ACTV villamosához.

„Meghívtak, hogy két nagykövet közé üljek, hogy végigvezessenek a nagy utcán, amit ők nagy csatornának neveznek, amely valóban nagyon széles. Gályák szelik át mindenfelé és láttam négyszáz tonnás hajókat is közvetlenül a házak mellett. Ez valóban a legszebb utca, ami csak létezik, úgy hiszem, a világon [...]. A házak nagyon magasak és nagyok, a régebbiek jóféle kőből épültek, mind kiszínezve [...] mások több mint 100 évesek [...] mindegyikük homlokzata isztriai márvánnyal borítva, amelyet onnan 100 mérföldnyi távolságban bányásznak, meg nagy darab porfírokkal és szerpentinekkel.”

– Philippe de Commynes, francia nagykövet Velencében, 1495

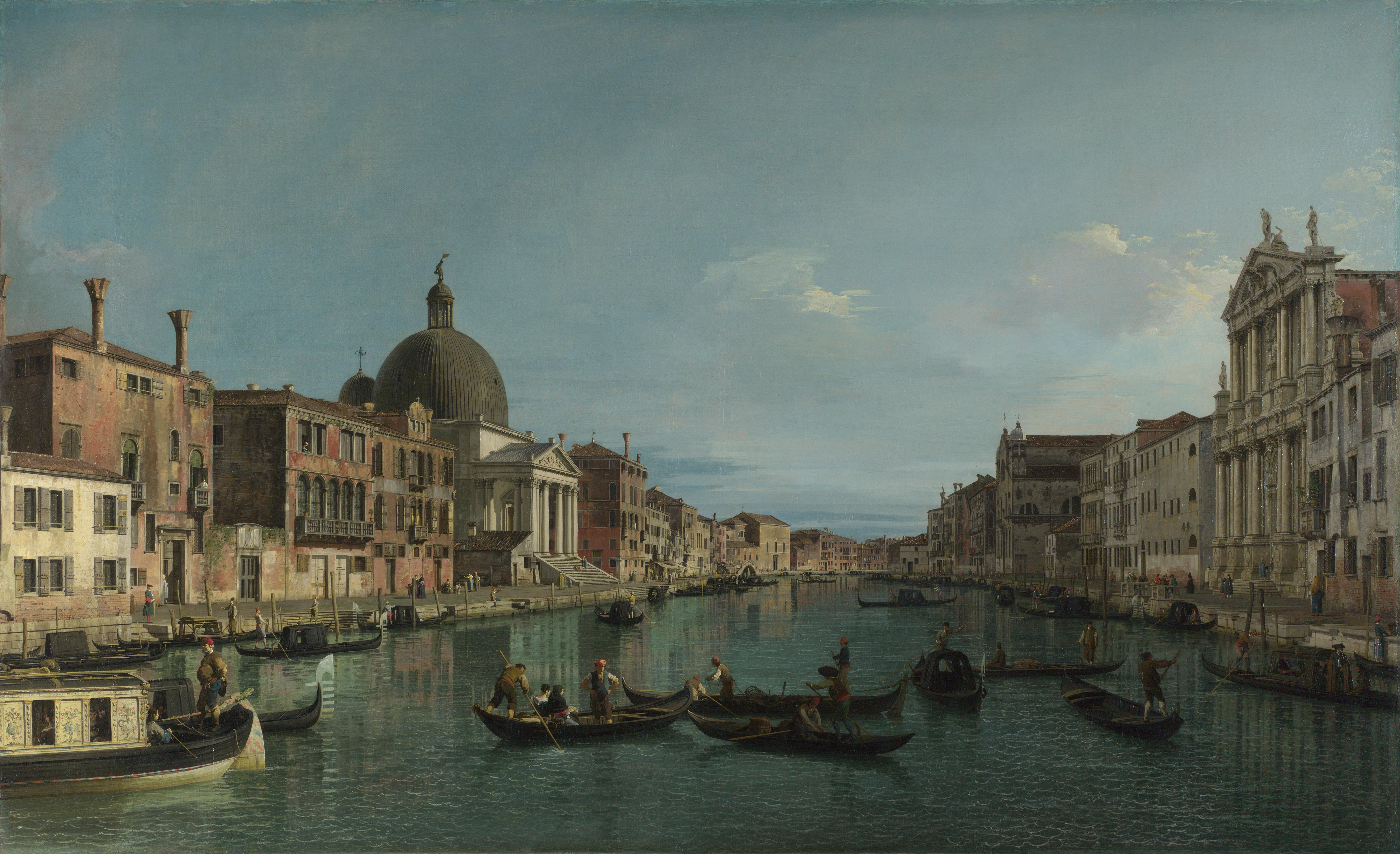
A Canal Grandéra magasodó Scalzi-templom, Canaletto festményén

Folyó, amely körül a város megszületett, a kereskedelem élő központja, a Serenissima az egész középkorban, a Canal Grande volt, a leginkább áhított környék, ahol a mesés paloták reprezentálták a nemes családok gazdagságát, „az igazi aranykönyv”.
Legalább 170 lakóház, amely még ma is ezer év dicsőségét tükrözi, a Köztársaság, a történelem, a családok, amelyek ott éltek, az architektúrák váltakozása, mindig adott bizonyos velencei ízt. Ez a versengés, hogy Velence legszebb palotájával büszkélkedhessenek a Canal Grandén, a saját identitásukat, valamint a lagúna iránti erős kötelékeiket fejezte ki. Ezen épületek között vannak templomok, iskolák, terek; néhányuk alapja volt csak gyalog elérhető tengerpart.

„A Csatorna két partján fekvő paloták természetes helyeknek tűnnek, de olyan természetének, amely az emberi fantázia műve.”

– Marcel Proust, Az eltűnt idő nyomában (regény)

Szinte minden ház közvetlenül a csatornára települt, járdák nélkül; csak hajóról lehet élvezni a megszakítás nélküli megvilágított, a vízen tükröződő épületek nyugodt sorát, a rióktól elszigetelten, az embereket pedig gyakran „bekerítik” a színes kikötőbóják. A Canal Grande elbűvölő környezetének alapvető eleme, a varázslat tette, hogy Velence ma is az egyik legkedveltebb turistacélpont világon.

A Canal Grande látképe

## Története

### Az első települések

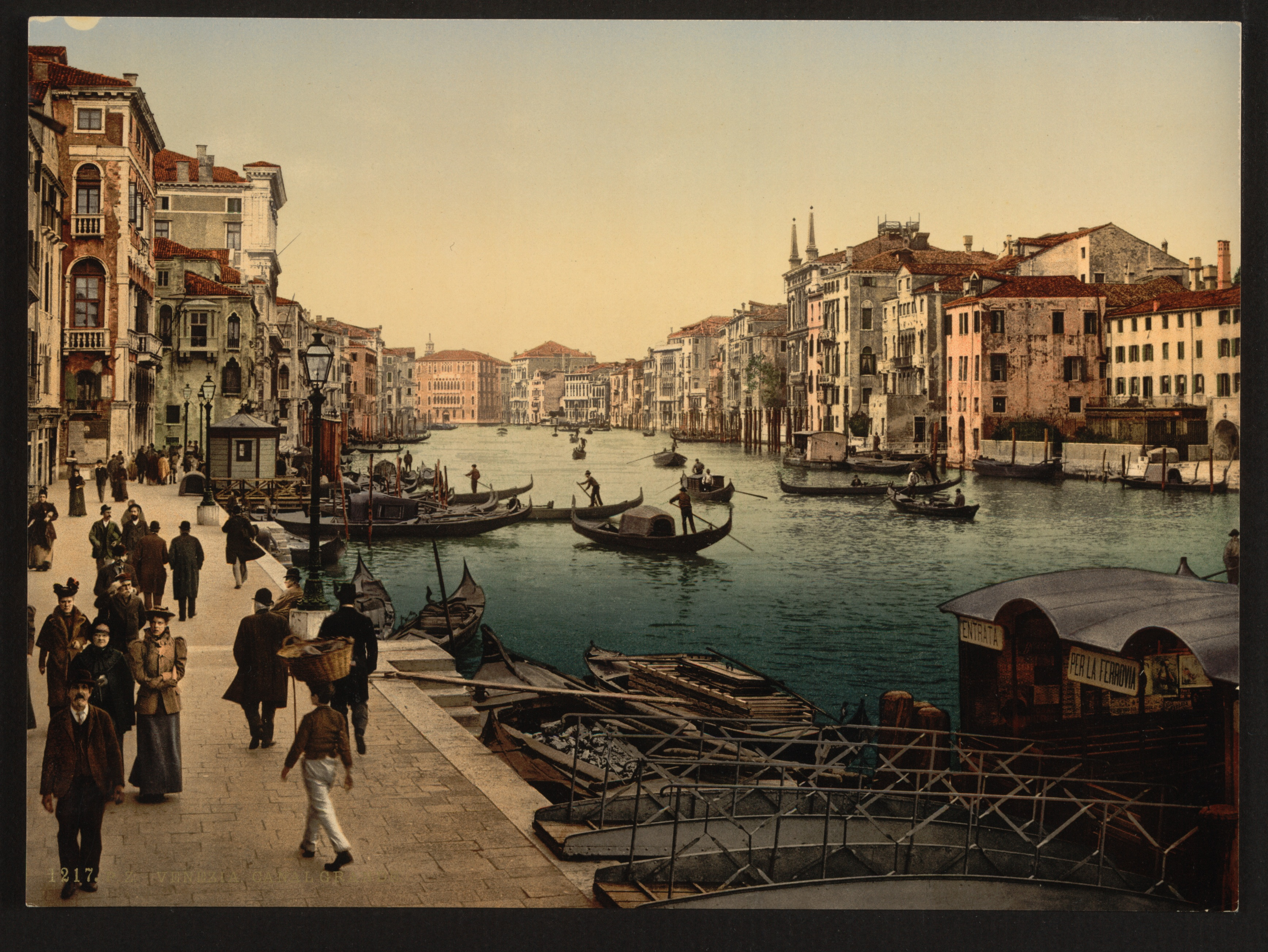
A Canal Grande 1890 és 1900 között

A Canal Grande a Giudecca-csatornával párhuzamosan kanyargó ősi folyó a végső szakaszon, az Una vagy Prealtum, mint a Medoacus Maior kisebb ága, ami átszivárgott a lagúnán, az árapálysíkságon, sós mocsarakon, kis szigetek között, és a Lido kikötőjén.
A Rivus Altus (a. m. Magas Part) oldalán, ahogy korábban hívták, már a római időkben, az ősi velenceiek cölöpökre épült házaikban, elsősorban halászatból és sókereskedelemből éltek. A Római, majd a Bizánci Birodalom alatt a lagúna lakott volt, s akkor tett szert bizonyos jelentőségre, amikor a 9. század elején a dózse a Malamoccóról, a Csatorna védettebb Rivoaltus (Rialto) részére tette át székhelyét.
Amikor a doge Rialtóra költözött, egyre több jelentős vállalkozás számára találták megfelelőnek a Canal Grande mély kikötőcsatornáját, biztonságosnak, akadálymentesnek, nagy hajók számára is. Mint a város többi része, ez a terület sem szilárd, a folyamatos talajjavítás folytán a mára legnagyobb kiterjedésű csatorna partja, akkoriban kis szigetekből állt, amelyek a dagály alatt, fából készült hidakkal voltak elérhetők.

### A Ca’ Fondaco

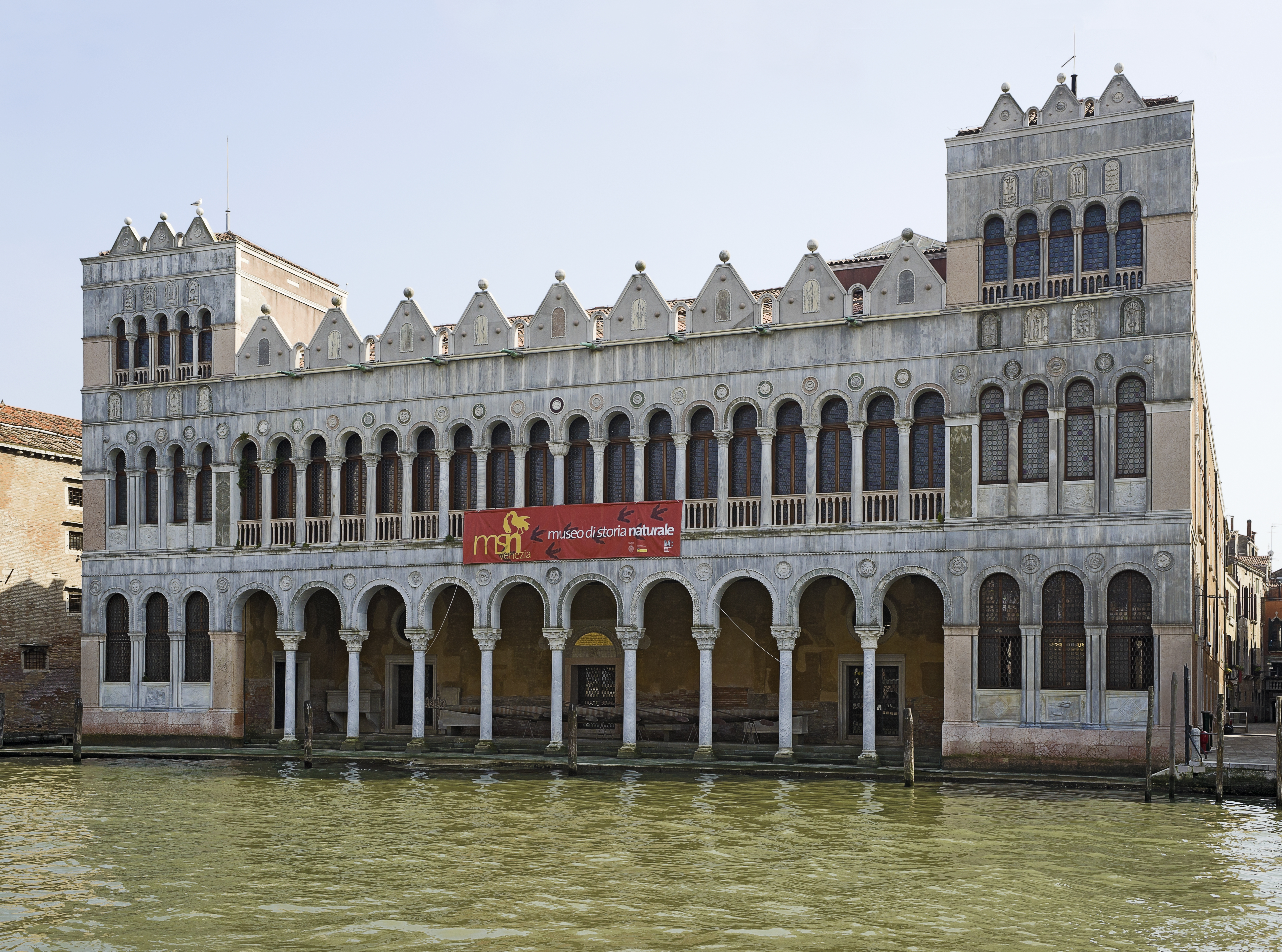
A Fondaco dei Turchi

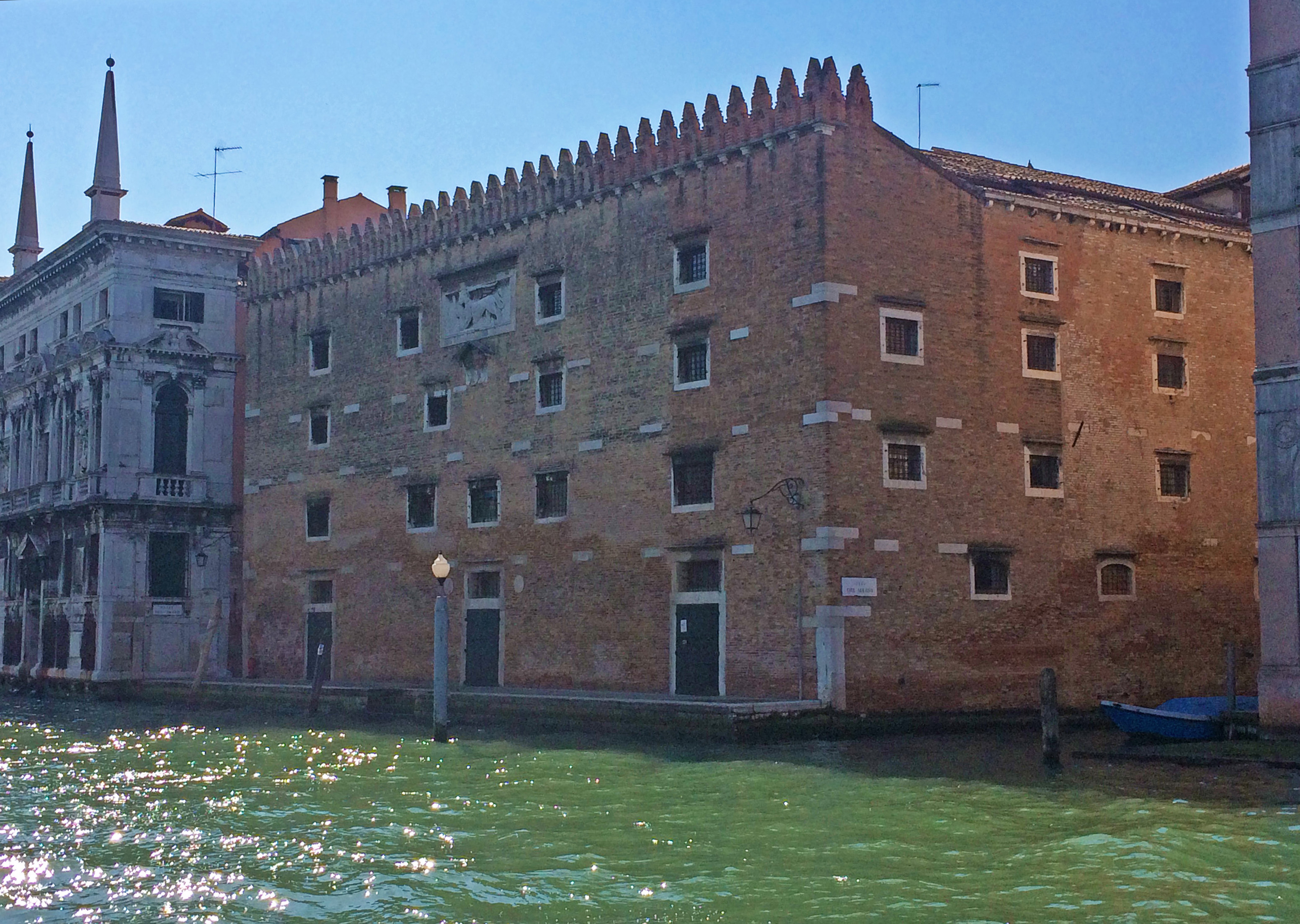
A Fondaco del Megio

Ahogy elkezdtek szaporodni a csatorna mentén a raktárházak, épületek célja a kereskedelem, de egyesítik a raktár, illetve a kereskedő lakóhelyét is.
A földszinten van egy, a vízre nyitott veranda (a curia), amely lehetővé tette az árunak hajóból való közvetlen kirakodását. Ebből kétoldalt raktárak nyíltak, amelyek általában a hátsó udvarral közlekedtek. Hasonlóképpen, az első emeleten volt egy tornác, olyan széles, mint a veranda, világos nagy hall, amelyből a kereskedő szobái nyíltak. A homlokzat háromoldalú központi része a tágas, két oldalán gyakran teljesen márvánnyal borított. Egy alacsony félemeleten helyezkedtek el az irodák.
A kereskedőházon kétoldalt gyakorta két torony (torreselle) díszlik, mint a Fontego dei Turchin (13. századi, a 19. században felújították). Együtt a Fondaco dei Tedeschivel, arról tanúskodik, hogy a külföldi kereskedőket tárolási- és szálláslehetőséggel támogatta Velencében a Köztársaság, azzal a céllal, hogy jobban kontrollálhassa a forgalmukat.
A Rialto területén emeltek egyéb fontos középületeket is a kereskedelem és a pénzügyi tisztviselők számára (Palazzo dei Camerlenghi, Palazzo dei Dieci Savi, amelyeket az 1514 tűzvész után újjáépítettek), a kereskedelmi fórumot, és pénzverdét. A 12. század második felében az építész Nicolò Barattiero a korábbi csónakhidat állandó fahíddal váltotta fel, hogy a Rialto területét, a többi perifériális liszt- és sóraktárral összekösse.

### A venét-bizánci stílus

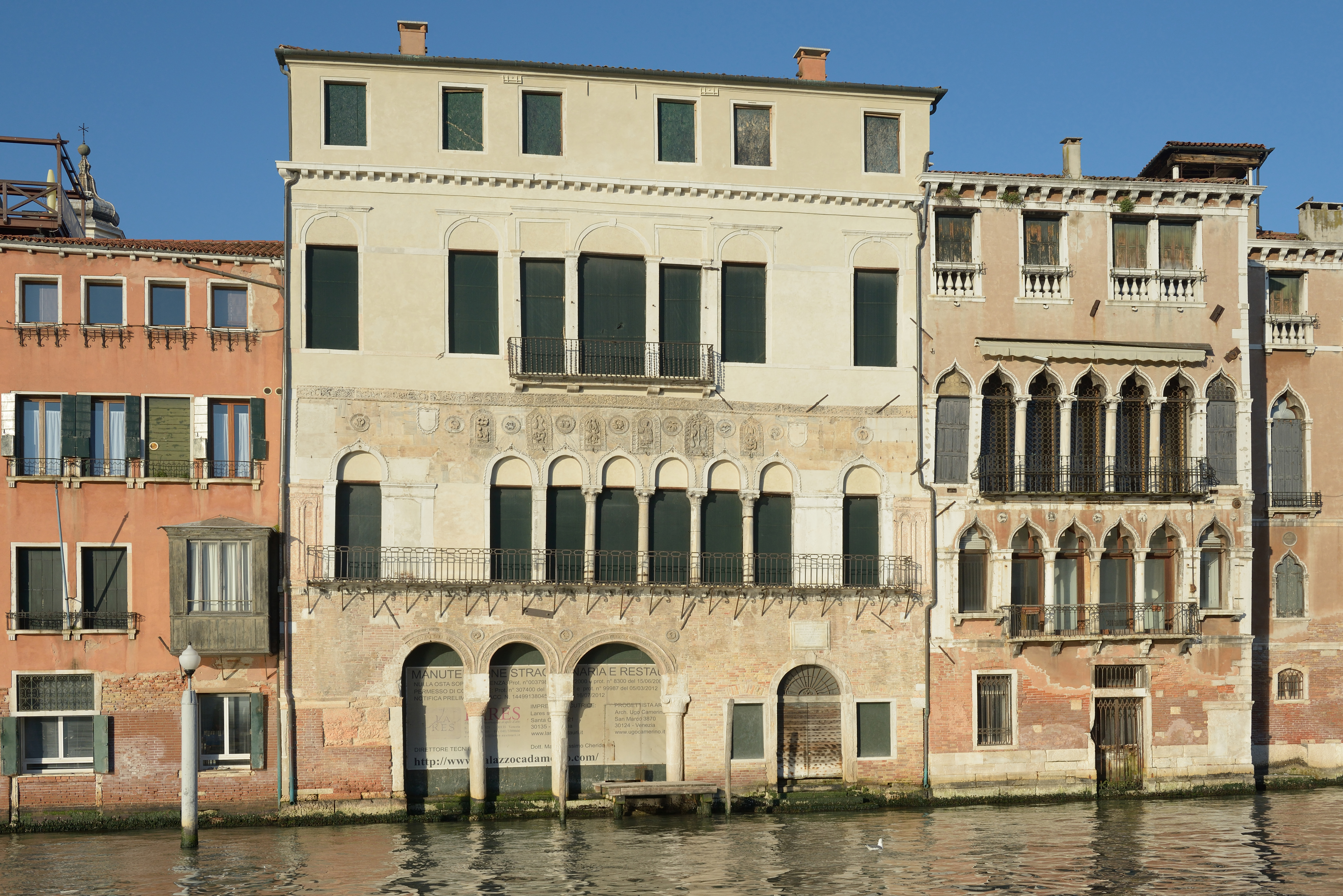
A Ca’ da Mosto

A Bizánci Birodalomból az árukkal együtt szobrok, frízek, oszlopok, oszlopfők is érkeztek a patríciusházak díszítésére. A bizánci művészettel egyesülve a korábbi tendenciákkal jött létre a venét-bizánci stílus, amelynek építészetére elsősorban jellemző a hosszú, nyitott galéria a boltívek hatos csoportja, és a rengeteg sokszínű márvány.
A Canal Grandén ezeket az elemeket különösen jól a Ca’ Farsetti, a Ca’ Loredan (mindkettőben most a városháza irodái működnek) és a Ca’ da Mosto őrizték meg, mindegyikük a 12–13. században épült. Ez az az intenzív épületfejlesztési időszak a Rialtón, amely meghatározza a Csatorna, valamint a szomszédos épületek szerkezetét. Velencében szinte mindig újrahasznosítják az értékes építőanyagot, a későbbi restaurálások során az épületek eredeti jellegét igyekeznek megtartani, amennyire csak lehetséges, a meglévő venét-bizánci stílust keverve az új trendekkel (Palazzo Morosini Sagredo, Palazzo Bembo). A homlokzat sokszínűsége és hármas tagolása, az erkélyek, a nagy ablakok, s általában a környezet ad ízelítőt a velencei stílusból, a továbbiakban is.
A negyedik keresztes hadjárat hatalmas zsákmánya, Konstantinápoly kifosztása (1204), valamint más történelmi helyzetek biztosították, hogy Velence a Kelet felé fordult a művészet terén, a késő 14. századig.

### A velencei gótika

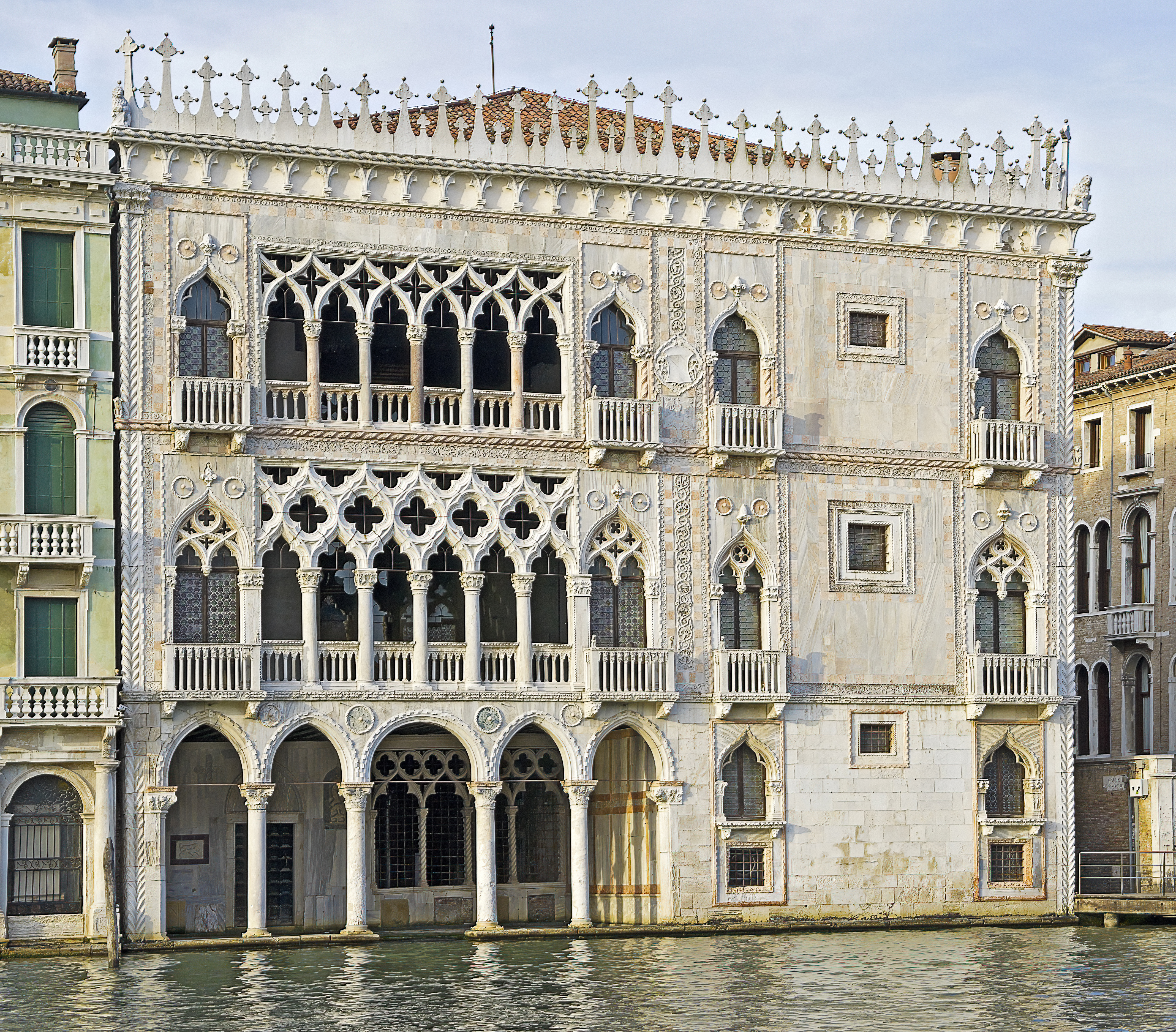
A Ca’ d’Oro

A gótikus építészet Velencében formáját tekintve inkább a gyönyörű késő gótikus, fejlett arcát mutatja, kezdve a tizennegyedik századi Dózsepalota déli homlokzatán. A gótika vertikalitása, világossága kimutatható az árkádok, a kereskedőházak a természetes közegükben: több karcsú oszlop, boltívek hatosával, csúcsívek, illetve a boltívek alatt többszöget alkotva. A boltívek enyhén felfelé, egymásba fonódó, áttört márvány alagutakkal, mint a négylevelű lóhere, amely szimbóluma a velencei gótikus stílusnak. A homlokzatokat élénk színűekre vakolták.
Az úgynevezett „hármas” vagy „csipkézett” perforált szalagok gyorsan terjedtek végig a Canal Grande mentén. Az épületek között a 15. században 
épült, gótika eredeti megjelenését leginkább a híres Ca’ d’Oro és a Palazzo Bernardo mutatják. Körülbelül 1450-ben építették újjá a gótikus stílust még mindig őrző Santa Maria della Carità-templomot és kolostorát, amelyet a 19. században elhagytak, s most az Accademia Galériának ad otthont.
A stílus betetőzése a század második felében leginkább a Csatorna utolsó szakaszára koncentrált épületek közül a Palazzo Pisani Moretta, a Ca’ Foscari (ma az Egyetem székhelye), a Palazzo Barbaro San Vidal, a Loredan-palota, és a Palazzo Cavalli-Franchetti a legfontosabbak.

### A reneszánsz

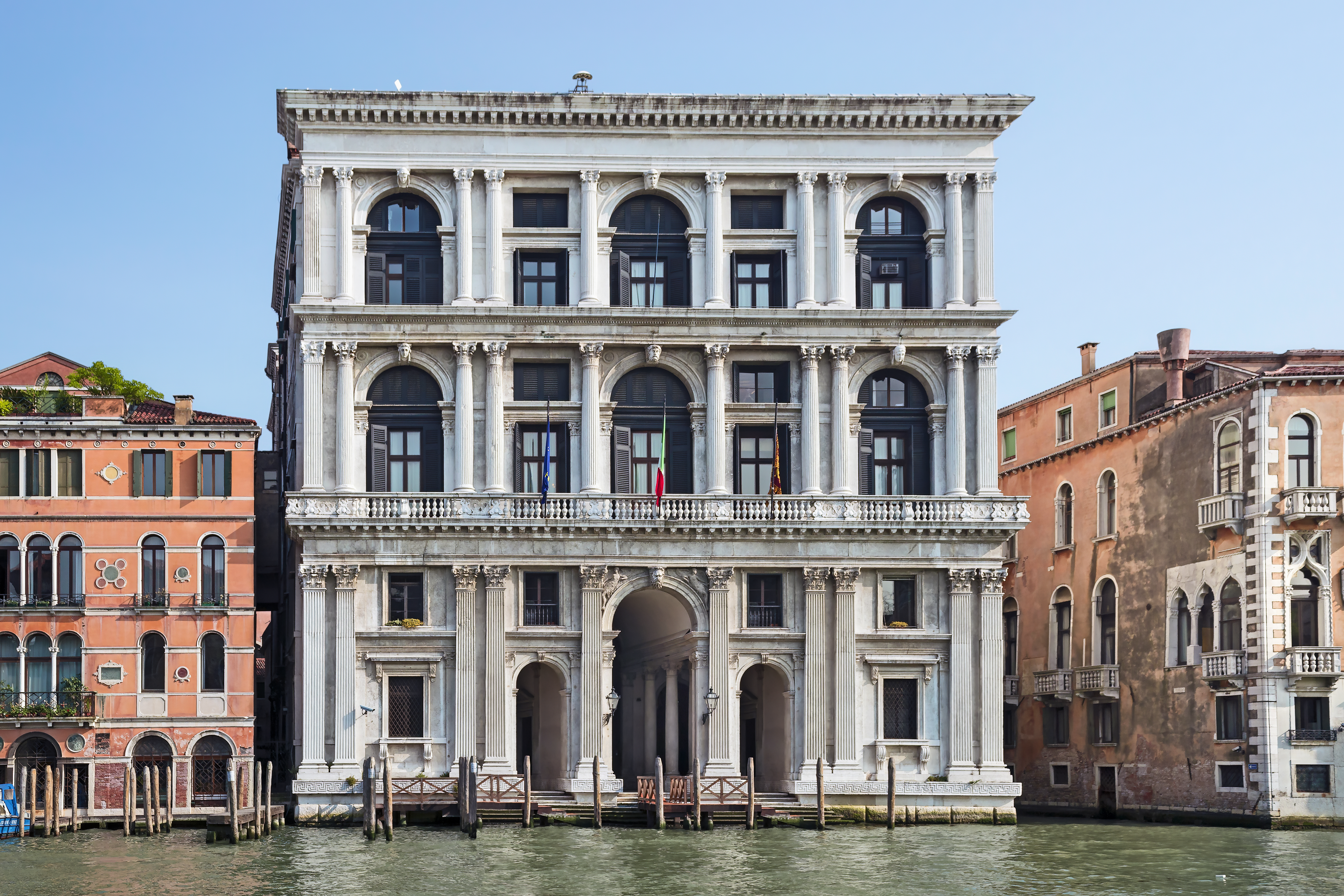
Palazzo Grimani di San Luca

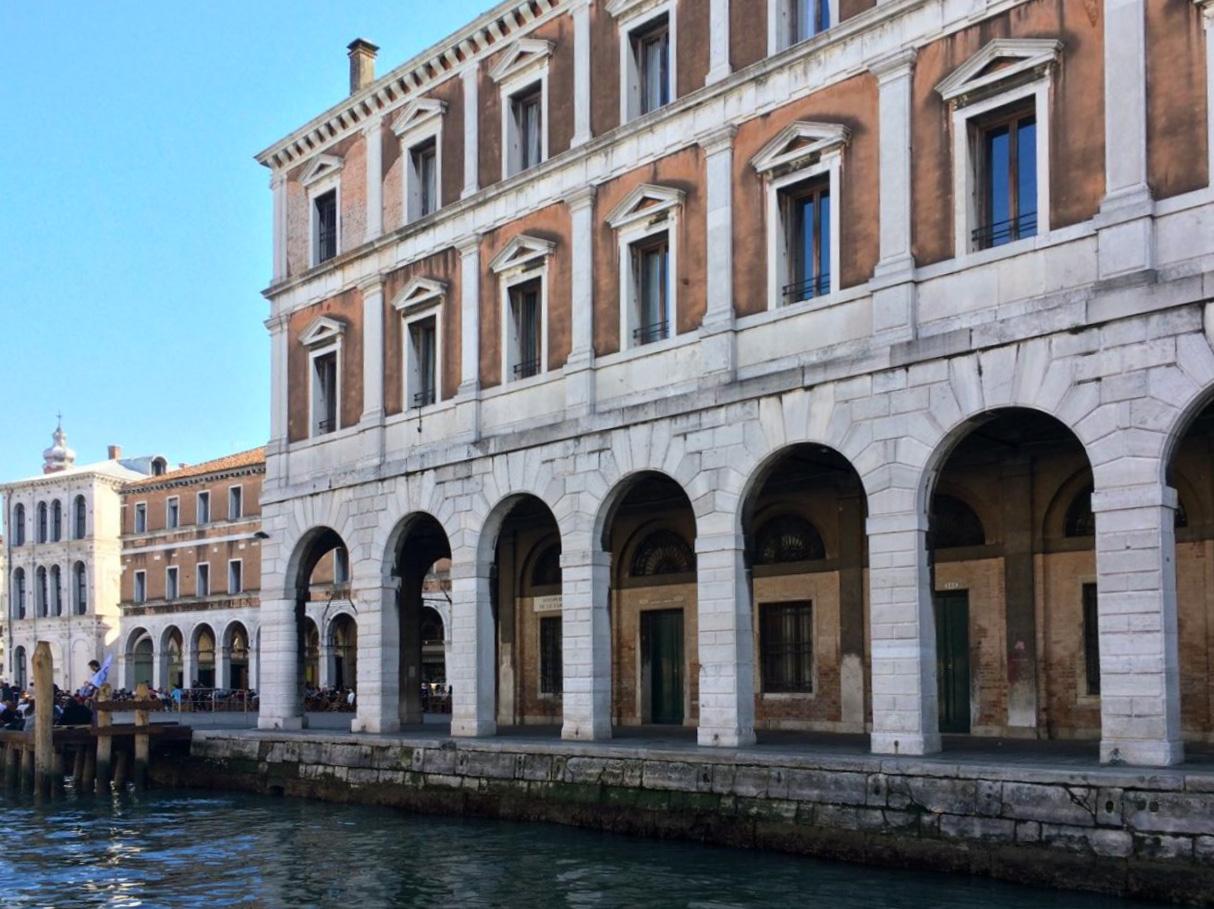
Fabbriche Nuove

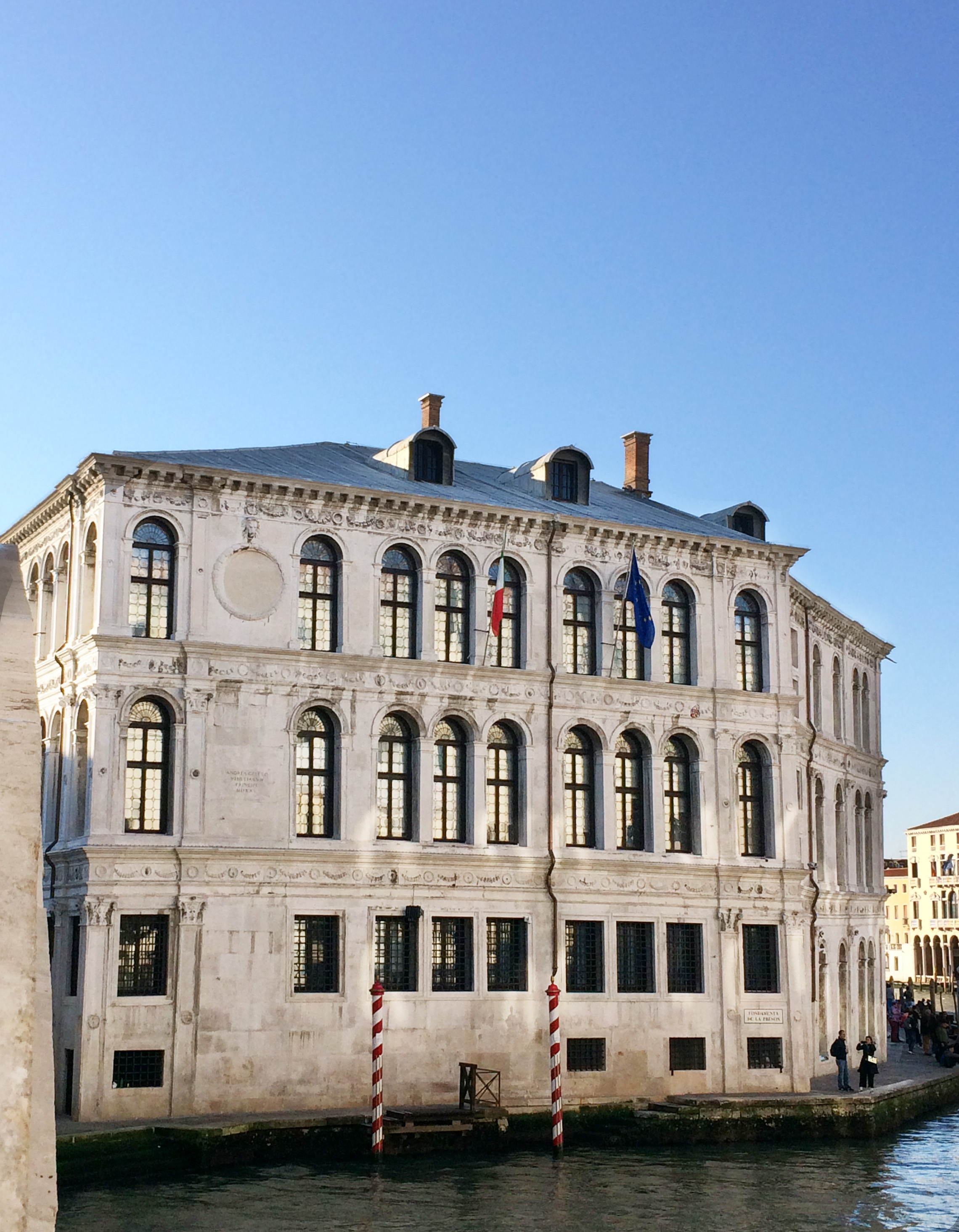
A Palazzo dei Camerlenghi

A 15. század végén kezdtek megjelenni a reneszánsz kánonok az építészetben, például a Ca’ d’Oro és a Palazzo Corner Spinelli, az utóbbi Mauro Codussi alkotása, aki úttörője volt ennek a stílusnak Velencében. A Ca’ Vendramin Calergi az ő remekműve, most a Kaszinó működik benne, nagy, ötös osztatú dupla ablakkal áttört falakkal, az oszlopok a három klasszikus oszloprendet mutatják.
A klasszikus építészetre a leginkább Jacopo Sansovino munkássága emlékeztet, aki Róma városából 1527-ben érkezett ide: a Canal Grandén, a rialtói Fabbriche Nuove tömbjén kívül, ő tervezte a Palazzo Corner della Ca’ Agostinót, a Palazzo Dolfin Manint, amely nagyságával, vízszintes fehér homlokzatával, és egy központi udvar kialakításával különül el. Reneszánsz stílusban épült a Palazzo Papadopoli, a Gian Giacomo de'Grigi, a Palazzo Grimani di San Luca. Számos palotában az ebből az időszakból, a nagy festőktől (Il Pordenone, Tintoretto, Paolo Veronese) származó homlokzatfreskó, azóta mind tönkrement.

### A velencei barokk

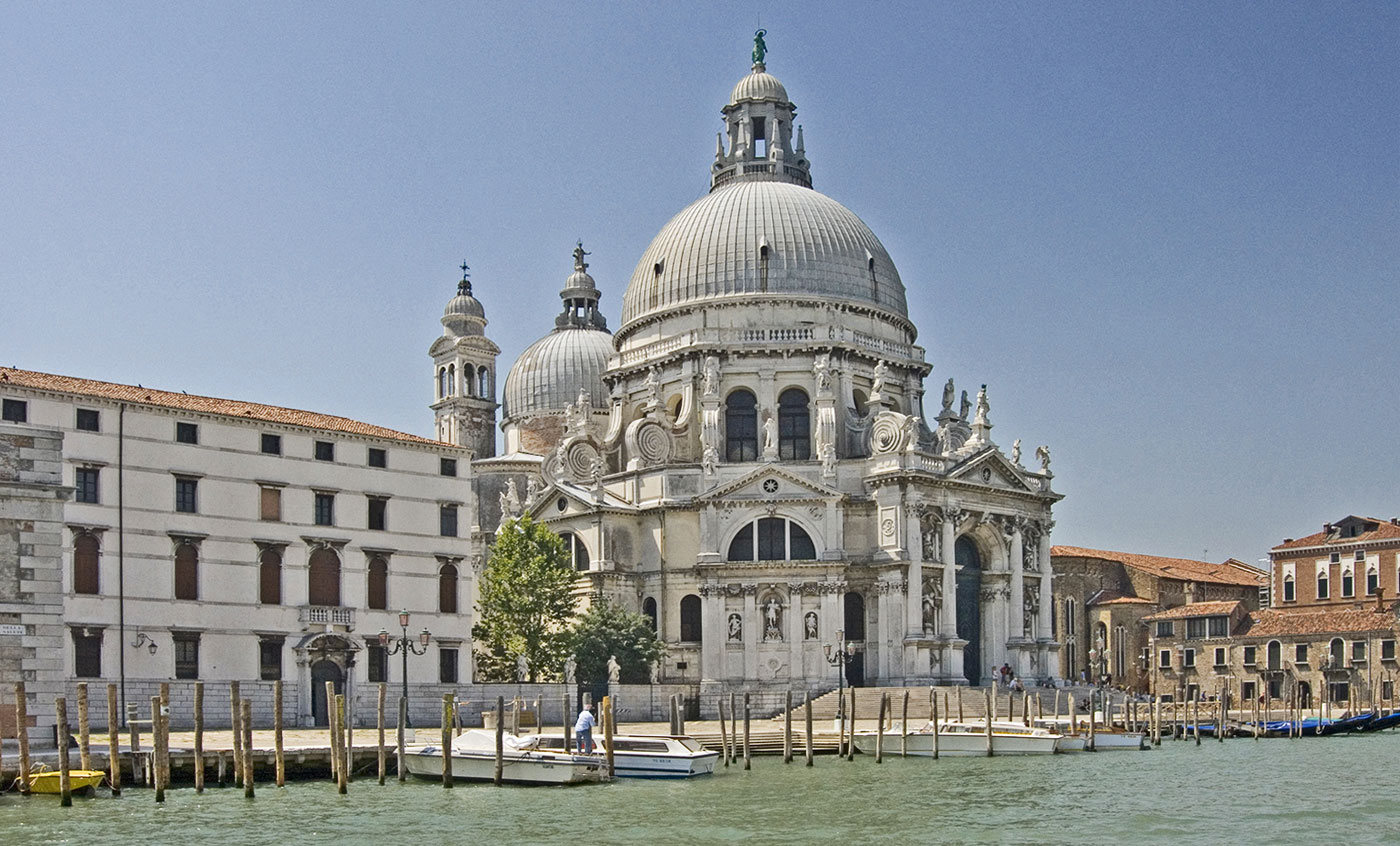
A Santa Maria della Salute-bazilika

1582-ben Alessandro Vittoria működését a Palazzo Balbival kezdte (ma a Veneto Régió székhelye), amelyben a születő barokk díszítő motívumai pl. a párkányok, áttört timpanon jelennek meg.
A barokk építészet főalakja Velencében Baldassare Longhena, aki még fiatal volt 1631-ben, amikor a Punta della Dogana mellett a nagy Santa Maria della Salute-bazilika, az egyik legszebb templom, a Canal Grande egyik jelképe építését elkezdte. A homlokzat, a klasszikus kor óta gazdagodott díszítésében, a sok szobor túlzón kavarog a legmagasabb kupola körül.
Longhena ezután a két gyönyörű épület, a Ca’ Pesaro és a Ca’ Rezzonico tervezésével tűnt ki (ahol a bőséges szobordekoráció a chiaroscuro remeke), majd a Palazzo Belloni-Battagliát és a Scalzi-templomot alkotta meg. Különböző okok miatt, az építész sosem látta készen ezek egyikét sem, a Salutén kívül mindegyiküket bizonyos mértékig megváltoztatták. Különösképpen a Scalzi-templom homlokzatát, amelyet Giuseppe Sardi fejezett be.
Longhena ihlette a Palazzo Labia legősibb két homlokzatát, amelyeket Giambattista Tiepolo híres freskóciklusa ékesít. Követői Domenico Rossi, a San Stae (1710), majd a Ca’ Corner della Regina templomok homlokzatának megalkotója, és Giorgio Massari.
A 16-17. században kezdetét vette a Serenissima hanyatlása, de ebben a korszakban mégis megnőtt az építkezések intenzitása a Canal Grande mentén. Ez részben magyarázható az ún. „pénzes” patrícius családok (pl. a Labiák) rohamos gyarapodásával, amelyek a címekért lenyűgöző összegeket fizettek a Köztársaságnak, a gazdasági válság idején. Miután befurakodtak az nemesség aranykönyvébe, hozzáláttak, hogy „rangjukhoz illő” rezidenciájukat kialakítsák a Csatornán, gyakran ősi patrícius családokét megszerezve.

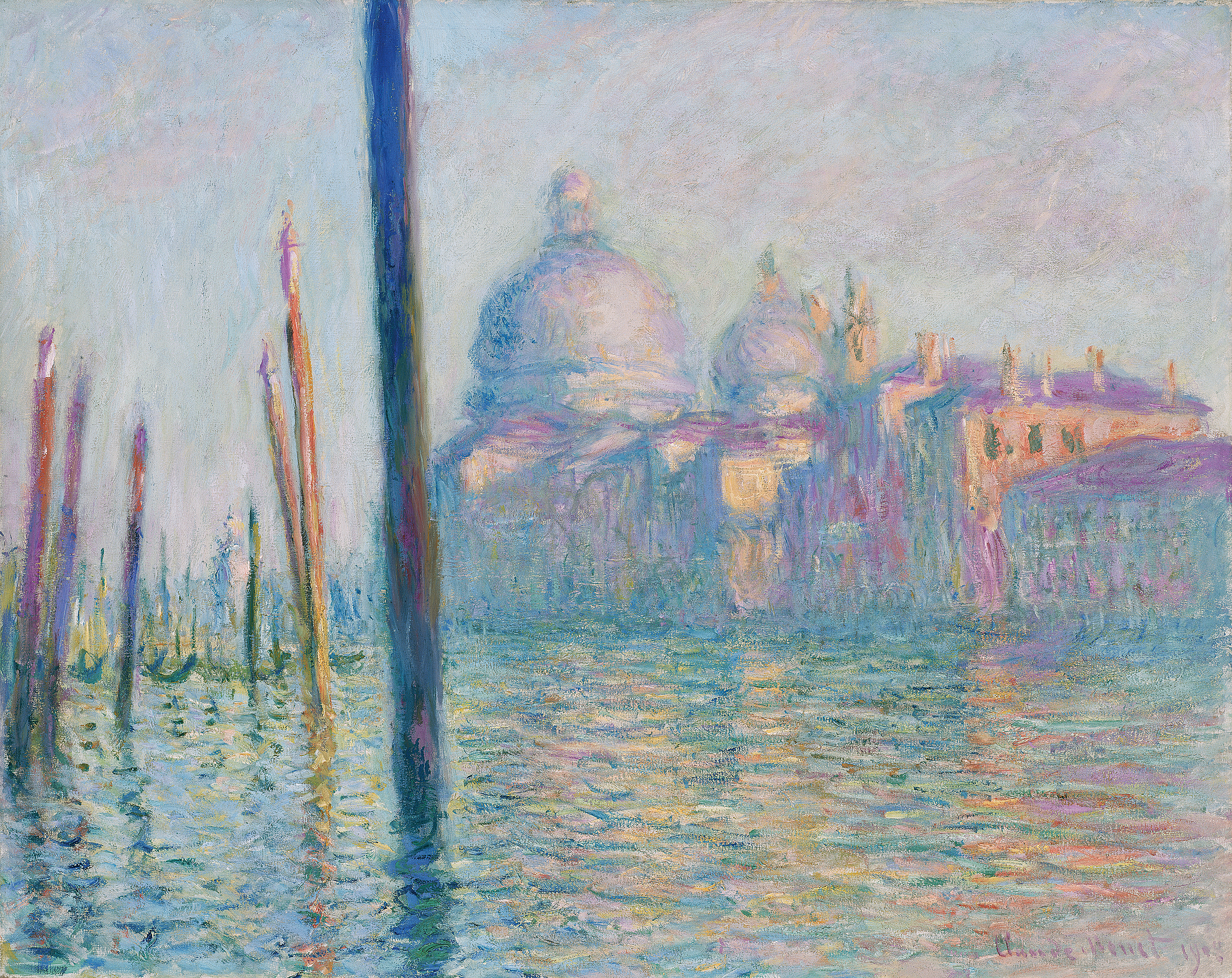
Claude Monet: A Canal Grande (1908)

### Klasszicista építészet
A Palazzo Grassival Massari felépítette (1750), Velence egyik első neoklasszicista stílusú palotáját. Korábban (1718–1738) Giovanni Antonio Scalfarotto megépítette a San Simeon Piccolo-templomot, központi lenyűgöző korinthoszi oszlopcsarnokkal, illetve a rézbevonatú magas kupolával, tetején kis, templomalakú lanternával.

### Az elmúlt két évszázadban

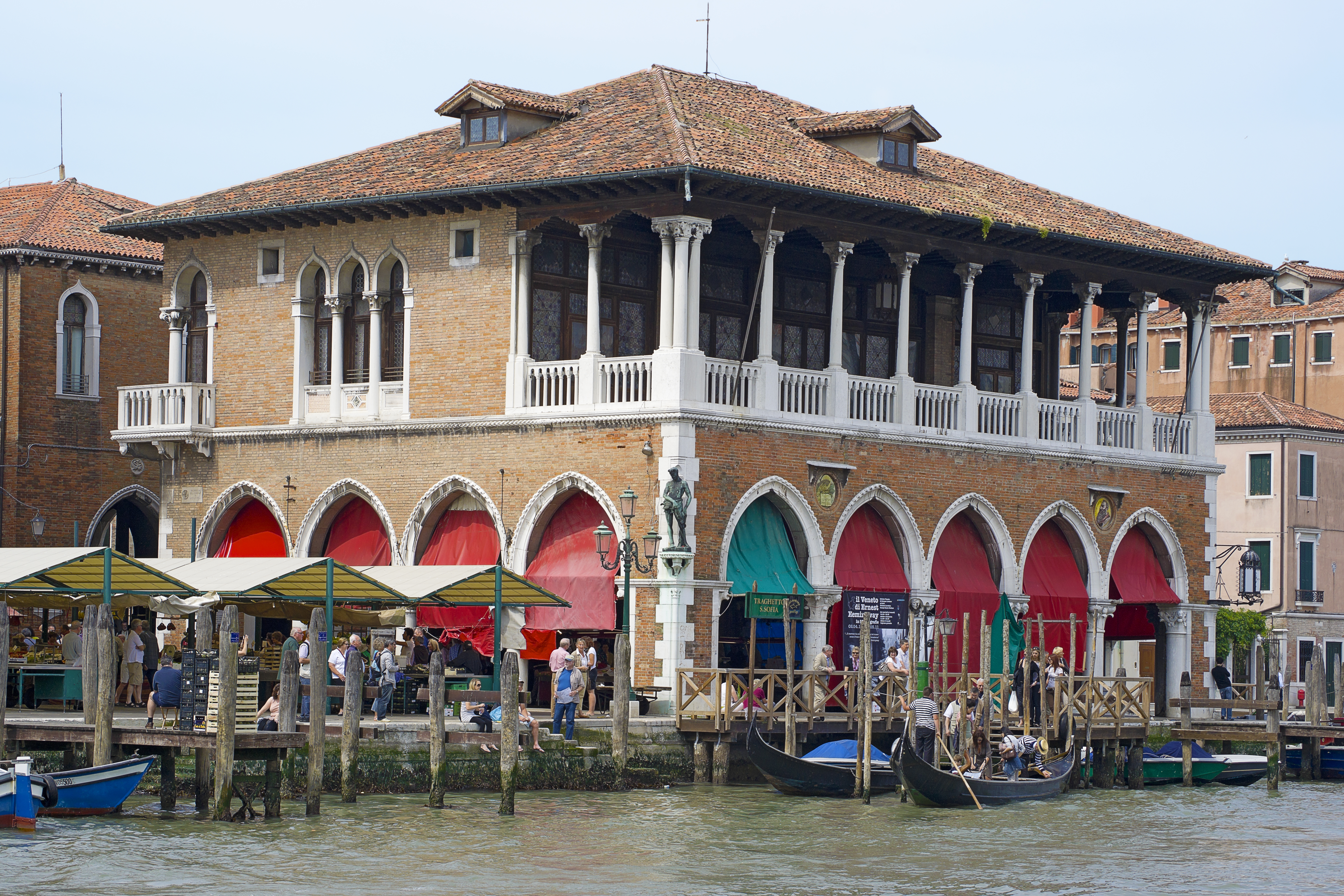
Halpiac a Rialtón

A Köztársaság 1797-es bukása az építkezés "befagyasztásához" is vezetett a Canal Grandén, mint a San Marcuola-templom és a Palazzo Venier dei Leoni (ma a Peggy Guggenheim gyűjtemény otthona) befejezetlen homlokzata is jelképez, mivel csak a földszintjük épült meg. A patríciuscsaládok elvesztették saját felmagasztalásuk lendületét, sokuk ki is halt. Sok történelmi épületet lebontották (például a Fondaco dei Persianit), de a legtöbbjük fennmaradt, köszönhetően a gondos felújításoknak szinte mindig megőrizték a tizennyolcadik század végi kinézetüket. A legfontosabbak állami tulajdonba kerültek, és intézményeket illetve múzeumokat helyeztek el bennük.
Kevésbé szerencsések voltak a vallási épületek: Napóleon Itáliai Királysága alatt sok szerzetesrendet feloszlattak, a templomokat kiürítették, vagy lebontották, berendezésüket és műtárgyaikat más célokra elkobozták (például a Santa Maria della Carità). A későbbi osztrák időszakban a Szent Kereszt-templom, amely a Santa Croce sestiere nevét adta, a Papadopoli-kertek része lett, a Santa Lucia (részben Andrea Palladio által tervezett) templom helyét a Velencei Santa Lucia Pályaudvarnak kellett átadnia (1860).
Az Olasz Királyság (1861–1946) alatt helyreállt a bizalom a városban, ami fellendülést hozott a Canal Grande mentén épült paloták rendbehozatalának, ám tisztelve szépségüket, gyakran neogótikus stílusban felújítva őket, mint a Rialtón vasszerkezetre épült Halpiacot, amelyet erősen utált a polgárság, le is bontották néhány év múlva.

## Közlekedés

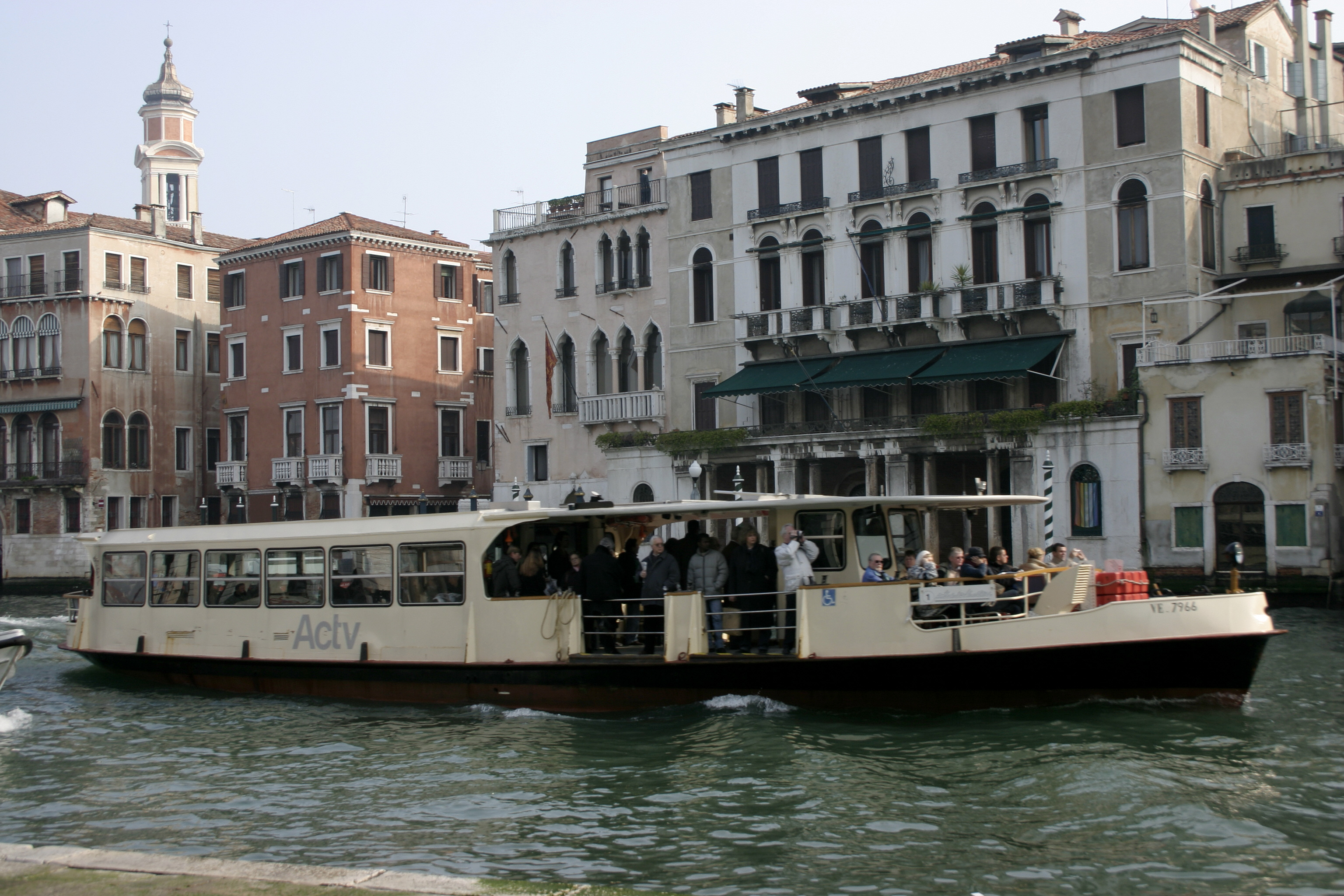
Közlekedés vaporettóval

A Canal Grande még mindig a közlekedés fő tengelye a város történelmi központjában. A forgalom idősávok és helyek szerint van szabályozva (vízibuszos-
és gondolaszolgáltatás, valamint tömegközlekedés vízitaxival), továbbra is tilos a forgalom, a sétahajók számára. A hullámokat keltő motoros hajók súlyos veszélyt jelentenek az épületek alapjaira.

### Vízbuszok, vízitaxik
Nem várhatók korlátozások a menetrendszerű vízibuszokon (vaporetto), amelyek a lakosság fő közlekedési eszközei. Egyes vonalak a teljes csatornán végighaladnak, amelynek szélén a kikötőstégek bójapóznákhoz vannak erősítve. A Canal Grande megállói: Piazzale Roma, Ferrovia, Riva de di Biasio, S. Marcuola, s. Stae, Ca’ d’Oro, Rialto-piac, Rialto híd, San Silvestro, Sant'Angelo, San Tomà/Frari, Ca’ Rezzonico, San Samuele/Palazzo Grassi, Accademia, Santa Maria del Giglio, Salute, S. Marco Vallaresso.
A Csatornát keresztül-kasul átszelő motorcsónakok taxiszolgáltatást végeznek.

### Gondola

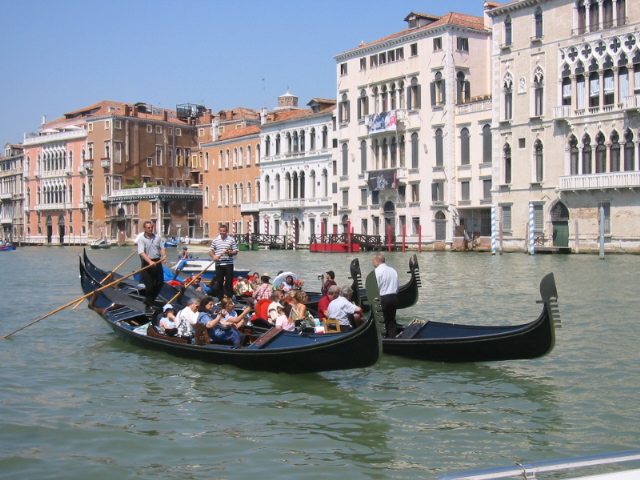
Városnézés gondolán

Sok turista a Canal Grandét gondolán szereti bejárni, amelyről nyugodtan megcsodálhatják a hidakat, épületeket, felfedezhetik a helyeket, ahol hírességek éltek.

### Átkelőhajók
A Canal Grandén még gondoloni (nagy gondolák), más néven barchette (kis bárkák) is az utasok rendelkezésre állnak a két part közötti átkeléshez legfeljebb 14 személy számára. A múltban, amikor még a gondola általánosabb közlekedési eszköz volt, útvonala a következő állomásokat érintette: Ferrovia – San Simeon Piccolo, San Marcuola – Fondaco dei Turchi, Santa Sofia – Pescaria, Fondamenta del Vin, Riva del Carbon (Rialto), San Tomà – Sant'Angelo, San Barnaba – San Samuele, San Gregorio – Santa Maria Zobenigo.

## Események

### Történelmi Regatta

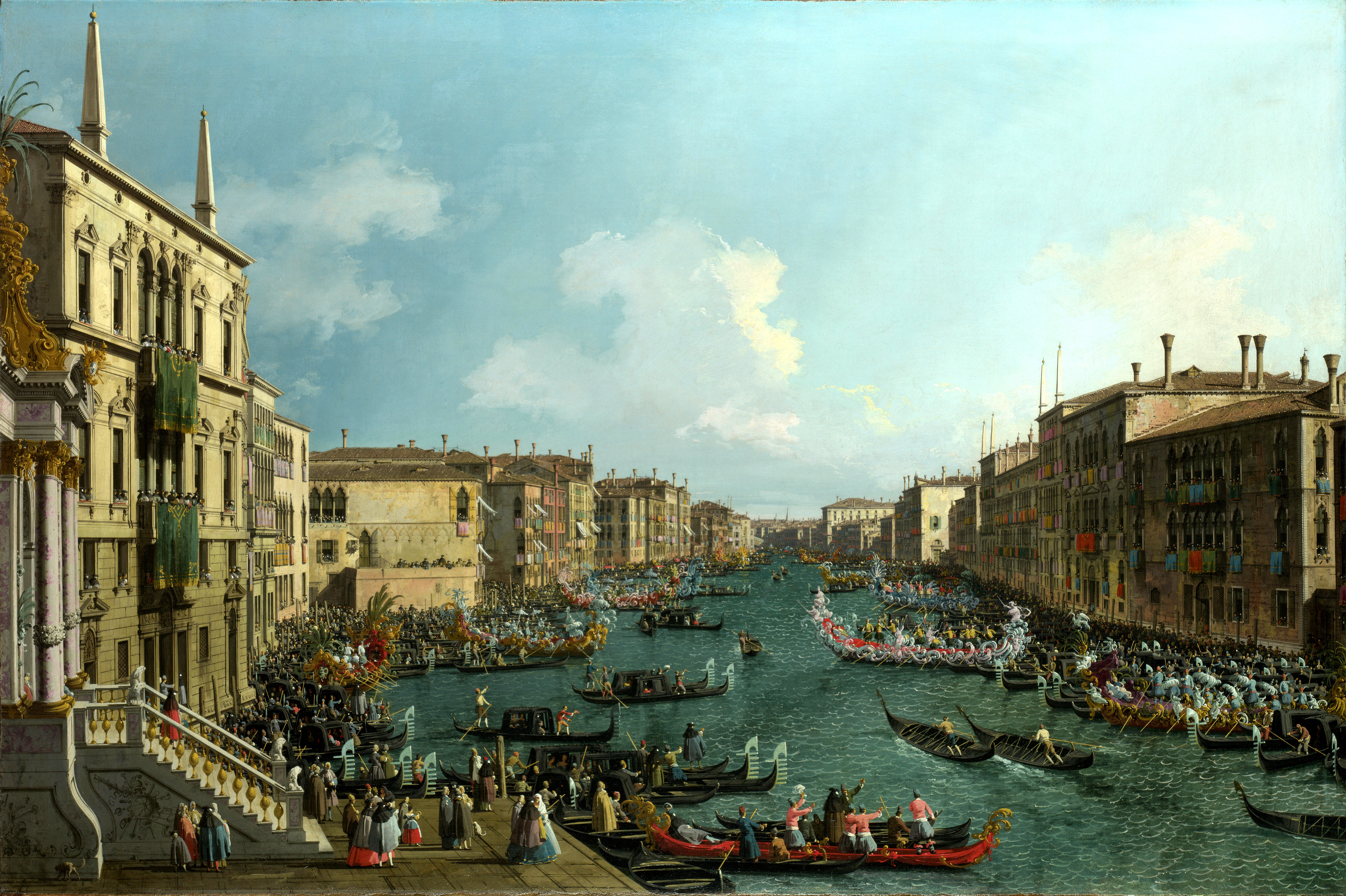
Antonio Canal: Kilátás a Ca’ Foscariról a Regattára

Minden év szeptember első vasárnapján kerül sor a Történelmi Regattára, amelyen a felvonultatják a velencei hajókat, a velenceiek és turisták tömegeinek örömére. A Történelmi Felvonulás a Velencébe érkező I. Katalin ciprusi királynő fogadásának állít emléket, aki 1489 után lemondott, az evezősök 16. századi jelmezben követik a Bucintorót, a dózsek gályáját.

### A Madonna della Salute-ünnepség
November 21-én a velenceiek köszönetet mondanak Szűz Máriának az 1630-31-es pestisjárvány elmúltáért, zarándoklattal a bazilikában. Az ünnep előestéjén a Campo di Santa Maria Zobenigo magasságában összeállítanak egy ideiglenes hajóhidat a Canal Grandén, amelyen át a sok zarándok átmegy a Salute-bazilika terére ünnepelni és a standokon castradinát (füstölt koscombleves kelkáposzta, hagyma és bor összetevőkből) enni.

## Útvonal
|                                                                                   | Páros oldal                                                                                            | Páratlan oldal |  |
| --------------------------------------------------------------------------------- | --- | --- |  |
|                                                                                   | Ponte della Libertà                                                                                    | |  |
|                                                                                   | Egykori Szent Klára-kolostor (rendőrkapitányság)                                                       | Vasúti terület |  |
|                                                                                   | Canale di Santa Chiara                                                                                 | Vasúti terület |  |
|                                                                                   | Piazzale Roma híd                                                                                      | Vasúti terület |  |
|                                                                                   | Ponte della Costituzione                                                                               | |  |
|                                                                                   | Rio Novo                                                                                               | Palazzo della Regione Veneto (egykori vasúti társasági székhely)                                                            |  |
|                                                                                   | Giardini Papadopoli                                                                                    | Palazzo della Regione Veneto (egykori vasúti társasági székhely)                                                            |  |
|                                                                                   | Chiesa di Santa Croce                                                                                  | Palazzo della Regione Veneto (egykori vasúti társasági székhely)                                                            |  |
|                                                                                   | Rio della Croce                                                                                        | Palazzo della Regione Veneto (egykori vasúti társasági székhely)                                                            |  |
|                                                                                   | Palazzo Emo Diedo (Andrea Tirali, 17. század)                                                          | Santa Lucia Pályaudvar |  |
|                                                                                   | Scuola dei Tessitori dei Panni di Lana                                                                 | Santa Lucia Pályaudvar |  |
|                                                                                   | Kis Szent Simon-templom                                                                                | Santa Lucia Pályaudvar |  |
|                                                                                   | Palazzo Adoldo                                                                                         | Santa Lucia Pályaudvar |  |
|                                                                                   | Palazzo Foscari Contarini                                                                              | Názáreti Szűz Mária-templom                                                                                                 |  |
|                                                                                   | Scalzi híd                                                                                             | |  |
|                                                                                   | Rio Marin                                                                                              | Vasúti híd |  |
|                                                                                   | Nagy Szent Simon-templom tere                                                                          | Palazzo Calbo Crotta |  |
|                                                                                   | Ca’ Polacco                                                                                            | Rio Terà dei Sabbioni |  |
|                                                                                   | Palazzo Gritti                                                                                         | Palazzo Flangini Giuseppe Sardi (1624-1699)                                                                                 |  |
|                                                                                   | Palazzo Corner                                                                                         | Scuola dei Morti |  |
|                                                                                   | Palazzo Donà Balbi                                                                                     | Chiesa di San Geremia (18. sz.)                                                                                             |  |
|                                                                                   | Palazzo Zen                                                                                            | Palazzo Labia (Giambattista Tiepolo 17. sz-i freskói)                                                                       |  |
|                                                                                   | Pontile Riva di Biasio                                                                                 | Canale di Cannaregio |  |
|                                                                                   | Palazzo Marcello Toderini                                                                              | Palazzo Emo |  |
| Palazzo Querini                                                                   | Palazzo Marcello Toderini                                                                              | |  |
|                                                                                   | Lefejezett Szent János-rio                                                                             | Palazzo Correr Contarini Zorzi                                                                                              |  |
|                                                                                   | Palazzo Giovanelli (Santa Croce)                                                                       | Palazzo Gritti Dandolo |  |
|                                                                                   | Casa Correr                                                                                            | Palazzo Memmo Martinengo Mandelli                                                                                           |  |
| Chiesa di San Marcuola (18. sz., befejezetlen)                                    | Casa Correr                                                                                            | |  |
|                                                                                   | Traghetto Múzeum                                                                                       | Traghetto San Marcuola |  |
|                                                                                   | Fontego dei Turchi (venét-bizánci, Museo di Storia Naturale)                                           | Pontile di San Marcuola |  |
|                                                                                   | Rio del Fondaco dei Turchi                                                                             | Rio di San Marcuola |  |
|                                                                                   | Fontego del Megio                                                                                      | Ca’ Vendramin Calergi |  |
|                                                                                   | Palazzo Belloni Battagia (Baldassare Longhena, barokk, 17. sz.)                                        | Ca’ Vendramin Calergi |  |
|                                                                                   | Rio di Ca’ Tron                                                                                        | Ca’ Vendramin Calergi |  |
|                                                                                   | Ca’ Tron (palazzo) (16. sz., IUAV Velencei Egyetem)                                                    | Palazzo Marcello (itt született Benedetto Marcello)                                                                         |  |
|                                                                                   | Palazzo Duodo                                                                                          | Palazzo Molin Erizzo |  |
|                                                                                   | Palazzo Priuli Bon                                                                                     | Palazzo Soranzo Piovene |  |
|                                                                                   | Pontile San Stae                                                                                       | Palazzo Emo alla Maddalena                                                                                                  |  |
|                                                                                   | Chiesa di San Stae (18. sz.)                                                                           | Palazzo Molin Querini |  |
|                                                                                   | Scuola dei Tiraoro e Battioro                                                                          | Rio della Maddalena |  |
|                                                                                   | Rio della Rioda vagy Rio di San Stae                                                                   | Palazzo e Palazzetto Barbarigo                                                                                              |  |
|                                                                                   | Palazzo Coccina Giunti Foscarini Giovannelli                                                           | Palazzo Ruoda-Boldù |  |
|                                                                                   | Rio della Pergola                                                                                      | Palazzo Gussoni Grimani Della Vida                                                                                          |  |
|                                                                                   | Ca’ Pesaro (Longhena, barokk, 17. sz., Museo d'Arte Moderna)                                           | Rio di Noale |  |
|                                                                                   | Rio di Ca’ Pesaro vagy delle Due Torri                                                                 | Palazzetto Da Lezze |  |
|                                                                                   | Palazzo Donà                                                                                           | Palazzo Boldù |  |
|                                                                                   | Palazzo Correggio                                                                                      | Palazzo Contarini Pisani |  |
|                                                                                   | Ca’ Corner della Regina (18 sz., itt született Caterina Cornaro)                                       | Casa Levi Morenos |  |
|                                                                                   | Ca' Favretto (itt élt Giacomo Favretto)                                                                | Rio di San Felice |  |
|                                                                                   | Rio di San Cassiano                                                                                    | Palazzo Fontana Rezzonico (itt született XIII. Kelemen pápa)                                                                |  |
|                                                                                   | Palazzo Morosini Brandolin                                                                             | Palazzo Miani Coletti Giusti                                                                                                |  |
|                                                                                   | Fondamenta dell'Olio                                                                                   | Ca’ d’Oro (gótika, 15. sz., Galleria Franchetti)                                                                            |  |
| Pontile Ca’ d’Oro                                                                 | Fondamenta dell'Olio                                                                                   | |  |
|                                                                                   | Palazzo della Pretura                                                                                  | Palazzo Giustinian Pesaro                                                                                                   |  |
|                                                                                   | Rio delle Beccarie                                                                                     | Ca’ Sagredo |  |
|                                                                                   | Halpiac (neogótika, 20. század)                                                                        | Szent Zsófia-templom tere                                                                                                   |  |
|                                                                                   | Traghetto Pescaria                                                                                     | Traghetto Santa Sofia |  |
|                                                                                   | Halpiac tér                                                                                            | Palazzetto Foscari |  |
| Palazzo Michiel dalle Colonne                                                     | Halpiac tér                                                                                            | |  |
|                                                                                   | Fabbriche Nuove di Rialto (Sansovino, XVI secolo)                                                      | Palazzo Michiel del Brusà                                                                                                   |  |
| Palazzo Smith Mangilli Valmarana                                                  | Fabbriche Nuove di Rialto (Sansovino, XVI secolo)                                                      | |  |
| Rio dei Santi Apostoli                                                            | Fabbriche Nuove di Rialto (Sansovino, XVI secolo)                                                      | |  |
| Ca’ da Mosto (venét-bizánci, 13. század)                                          | Fabbriche Nuove di Rialto (Sansovino, XVI secolo)                                                      | |  |
| Palazzo Bolani Erizzo (vi abitò Pietro Aretino)                                   | Fabbriche Nuove di Rialto (Sansovino, XVI secolo)                                                      | |  |
| Rio di San Giovanni Crisostomo                                                    | Fabbriche Nuove di Rialto (Sansovino, XVI secolo)                                                      | |  |
|                                                                                   | Fabbriche Vecchie di Rialto (Scarpagnino, 16. sz.)                                                     | Campiello del Remer |  |
| Palazzo Civran                                                                    | Fabbriche Vecchie di Rialto (Scarpagnino, 16. sz.)                                                     | |  |
| Palazzo Perducci                                                                  | Fabbriche Vecchie di Rialto (Scarpagnino, 16. sz.)                                                     | |  |
| Palazzo Ruzzini                                                                   | Fabbriche Vecchie di Rialto (Scarpagnino, 16. sz.)                                                     | |  |
| Rio del Fontego dei Tedeschi                                                      | Fabbriche Vecchie di Rialto (Scarpagnino, 16. sz.)                                                     | |  |
|                                                                                   | Palazzo dei Camerlenghi (reneszánsz, 16. sz., Corte dei Conti)                                         | Fontego dei Tedeschi (16. sz., Posta)                                                                                       |  |
|                                                                                   | Rialto híd                                                                                             | |  |
|                                                                                   | Palazzo dei Dieci Savi (Scarpagnino, 16. sz., Vízbíróság)                                              | Riva del Ferro |  |
|                                                                                   | Fondamenta del Vin                                                                                     | Pontile Rialto |  |
| Palazzo Dolfin Manin (Sansovino, reneszánsz, 16. sz., a Banca d'Italia székhelye) | Fondamenta del Vin                                                                                     | |  |
| Rio di San Salvador                                                               | Fondamenta del Vin                                                                                     | |  |
| Palazzo Bembo (gótikus, 15. sz.; itt született Pietro Bembo)                      | Fondamenta del Vin                                                                                     | |  |
| Traghetto Rialto                                                                  | Fondamenta del Vin                                                                                     | |  |
|                                                                                   | Traghetto San Silvestro                                                                                | Ca’ Loredan (venét-bizánci, 13. század, városháza)                                                                          |  |
|                                                                                   | Casa Ravà (neogótikus, 20. sz.)                                                                        | Ca’ Farsetti (venét-bizánci, 12-13. sz., Városháza)                                                                         |  |
|                                                                                   | Pontile San Silvestro                                                                                  | Palazzo Cavalli |  |
|                                                                                   | Palazzo Barzizza                                                                                       | Palazzo Grimani |  |
|                                                                                   | Palazzo Giustinian Businello                                                                           | Palazzo Grimani |  |
|                                                                                   | Rio dei Meloni                                                                                         | Rio di San Luca |  |
|                                                                                   | Palazzo Papadopoli                                                                                     | Palazzo Corner Contarini dei Cavalli                                                                                        |  |
| Palazzo Tron                                                                      | Palazzo Papadopoli                                                                                     | |  |
|                                                                                   | Palazzo Donà della Trezza                                                                              | Palazzo D’Anna Viaro Martinengo Volpi di Misurata                                                                           |  |
|                                                                                   | Palazzo Donà della Madoneta                                                                            | Casa Marinoni e Casa De Spirit                                                                                              |  |
|                                                                                   | Rio della Madoneta                                                                                     | Palazzo Querini Benzon |  |
|                                                                                   | Palazzo Bernardo (gótikus, 15. sz.)                                                                    | Rio di Ca’ Michiel |  |
|                                                                                   | Palazzo Querini Dubois                                                                                 | Palazzo Curti Valmarana |  |
|                                                                                   | Palazzo Grimani Marcello                                                                               | Palazzo Corner Spinelli (Codussi, rinascimentale, XV secolo)                                                                |  |
|                                                                                   | Ca’ Cappello Layard Carnelutti                                                                         | Pontile Sant'Angelo |  |
|                                                                                   | Rio di San Polo                                                                                        | Casa Barocci |  |
|                                                                                   | Palazzo Barbarigo della Terrazza (16. sz.)                                                             | Rio di Ca’ Garzoni |  |
|                                                                                   | Palazzo Pisani Moretta (gótikus, 15. sz.)                                                              | Palazzo Garzoni |  |
|                                                                                   | Palazzo Tiepolo                                                                                        | Traghetto Garzoni |  |
|                                                                                   | Palazzo Soranzo Pisani                                                                                 | Fondaco Marcello |  |
|                                                                                   | Palazzo Tiepolo Passi                                                                                  | Palazzo Corner Gheltoff |  |
|                                                                                   | Palazzo Giustinian Persico                                                                             | Palazzi Mocenigo (négy egyesült épület) (16-17. sz.; itt tartózkodott Giordano Bruno, Thomas Moore (költő) és George Byron) |  |
|                                                                                   | Rio di San Tomà                                                                                        | Palazzi Mocenigo (négy egyesült épület) (16-17. sz.; itt tartózkodott Giordano Bruno, Thomas Moore (költő) és George Byron) |  |
|                                                                                   | Traghetto San Tomà                                                                                     | Palazzi Mocenigo (négy egyesült épület) (16-17. sz.; itt tartózkodott Giordano Bruno, Thomas Moore (költő) és George Byron) |  |
|                                                                                   | Palazzo Marcello dei Leoni                                                                             | Palazzi Mocenigo (négy egyesült épület) (16-17. sz.; itt tartózkodott Giordano Bruno, Thomas Moore (költő) és George Byron) |  |
|                                                                                   | Palazzo Dolfin                                                                                         | Palazzi Mocenigo (négy egyesült épület) (16-17. sz.; itt tartózkodott Giordano Bruno, Thomas Moore (költő) és George Byron) |  |
|                                                                                   | Pontile San Tomà                                                                                       | Palazzi Mocenigo (négy egyesült épület) (16-17. sz.; itt tartózkodott Giordano Bruno, Thomas Moore (költő) és George Byron) |  |
|                                                                                   | Palazzo Dandolo                                                                                        | Palazzi Mocenigo (négy egyesült épület) (16-17. sz.; itt tartózkodott Giordano Bruno, Thomas Moore (költő) és George Byron) |  |
|                                                                                   | Palazzo Civran Grimani                                                                                 | Palazzi Mocenigo (négy egyesült épület) (16-17. sz.; itt tartózkodott Giordano Bruno, Thomas Moore (költő) és George Byron) |  |
|                                                                                   | Rio della Frescada                                                                                     | Palazzo Contarini delle Figure (itt vendégeskedett Andrea Palladio)                                                         |  |
|                                                                                   | Palazzo Caotorta-Angaran                                                                               | Palazzo Contarini delle Figure (itt vendégeskedett Andrea Palladio)                                                         |  |
|                                                                                   | Palazzo Balbi (Alessandro Vittoria, reneszánsz barokk elemekkel, 16. sz.; Giunta della Regione Veneto) | Palazzo Erizzo Nani Mocenigo                                                                                                |  |
|                                                                                   | Ca’ Masieri                                                                                            | Palazzo Erizzo Nani Mocenigo                                                                                                |  |
|                                                                                   | Rio di Ca’ Foscari                                                                                     | Palazzo Erizzo Nani Mocenigo                                                                                                |  |
|                                                                                   | Ca’ Foscari (gótikus, 15. sz.; Egyetem)                                                                | Palazzo Da Lezze |  |
|                                                                                   | Palazzo Giustinian (gótikus, 15. sz.; Wagner itt tartózkodott)                                         | Palazzo Moro Lin |  |
|                                                                                   | Ca’ Bernardo                                                                                           | Palazzo Moro Lin |  |
|                                                                                   | Palazzo Bernardo Nani                                                                                  | Palazzo Grassi (Giorgio Massari, neoklasszika, 18. sz.)                                                                     |  |
|                                                                                   | Ca’ Rezzonico (Longhena, Massari; 17-18. sz.; Museo del Settecento Veneziano)                          | Palazzo Grassi (Giorgio Massari, neoklasszika, 18. sz.)                                                                     |  |
|                                                                                   | Rio di San Barnaba                                                                                     | Chiesa di San Samuele |  |
|                                                                                   | Palazzo Contarini Michiel                                                                              | Pontile San Samuele |  |
|                                                                                   | Pontile Ca’ Rezzonico                                                                                  | Casa Francheschinis vagy Casa Sezanne (20. század)                                                                          |  |
|                                                                                   | Traghetto San Barnaba                                                                                  | Traghetto San Samuele |  |
|                                                                                   | Palazzetto Stern                                                                                       | Palazzo Malipiero |  |
|                                                                                   | Rio Malpaga                                                                                            | Palazzo Malipiero |  |
|                                                                                   | Palazzo Moro ("Casa di Otello")                                                                        | Giardino di Palazzo Malipiero                                                                                               |  |
|                                                                                   | Palazzo Loredan dell'Ambasciatore (gótikus, 15. sz.)                                                   | Palazzo Tecchio Mamoli |  |
|                                                                                   | Casa Mainella                                                                                          | Palazzo Tecchio Mamoli |  |
|                                                                                   | Rio di San Trovaso                                                                                     | Palazzo Tecchio Mamoli |  |
|                                                                                   | Palazzi Contarini degli Scrigni e Corfù                                                                | Ca’ del Duca |  |
| Rio del Duca                                                                      | Palazzi Contarini degli Scrigni e Corfù                                                                | |  |
| Palazzo Falier (liagò)                                                            | Palazzi Contarini degli Scrigni e Corfù                                                                | jpg |  |
|                                                                                   | Palazzo Mocenigo Gambara                                                                               | Palazzo Giustinian Lolin (Longhena, 17. sz.)                                                                                |  |
|                                                                                   | Palazzo Querini Vianello                                                                               | Palazzo Giustinian Lolin (Longhena, 17. sz.)                                                                                |  |
|                                                                                   | Scuola Grande di Santa Maria della Carità (Massari, 18. sz.; Gallerie dell’Accademia)                  | Palazzo Civran Badoer Barozzi                                                                                               |  |
|                                                                                   | Ex Chiesa di Santa Maria della Carità (gotico, XV secolo; Gallerie dell'Accademia)                     | Rio di San Vidal |  |
|                                                                                   | Pontile Accademia                                                                                      | Campo San Vidal |  |
|                                                                                   | Ponte dell'Accademia                                                                                   | |  |
|                                                                                   | Palazzo Brandolin Rota (a Toti Dal Monte) része volt                                                   | Palazzo Cavalli-Franchetti (gótikus, 15. sz.)                                                                               |  |
|                                                                                   | Palazzo Contarini Dal Zaffo (gótikus és reneszánsz elemek, 15. sz.)                                    | Palazzo Cavalli-Franchetti (gótikus, 15. sz.)                                                                               |  |
|                                                                                   | Palazzo Balbi Valier                                                                                   | Palazzo Barbaro a San Vidal                                                                                                 |  |
|                                                                                   | Palazzo Loredan Cini                                                                                   | Palazzo Benzon Foscolo |  |
|                                                                                   | Rio di San Vio                                                                                         | Palazzetto Pisani |  |
|                                                                                   | Campo San Vio                                                                                          | Rio del Santissimo |  |
|                                                                                   | Palazzo Barbarigo (modern mozaikok)                                                                    | Palazzo Succi |  |
|                                                                                   | Palazzi Da Mula Morosini e Centani Morosini                                                            | Casa Stecchini |  |
|                                                                                   | Ca’ Biondetti (itt élt Rosalba Carriera)                                                               | Casina delle Rose (itt működött Antonio Canova és Gabriele D’Annunzio)                                                      |  |
|                                                                                   | Palazzo Venier dei Leoni (Peggy Guggenheim collection)                                                 | Palazzo Corner della Ca’ Granda (Sansovino, reneszánsz, 16. sz.; Prefektúra)                                                |  |
|                                                                                   | Rio delle Torreselle                                                                                   | Rio di San Maurizio |  |
|                                                                                   | Palazzo Dario (reneszánsz, 15. sz.)                                                                    | Palazzo Minotto |  |
|                                                                                   | Palazzo Barbaro Wolkoff (itt lakott Eleonora Duse)                                                     | Palazzo Barbarigo |  |
|                                                                                   | Rio della Fornace                                                                                      | Rio di Santa Maria Zobenigo                                                                                                 |  |
|                                                                                   | Palazzo Salviati                                                                                       | Pontile Santa Maria del Giglio                                                                                              |  |
|                                                                                   | Palazzo Orio Semitecolo Benzon                                                                         | Palazzo Grimani |  |
|                                                                                   | Traghetto S.Gregorio                                                                                   | Traghetto S.Maria del Giglio                                                                                                |  |
|                                                                                   | Casa Santomaso                                                                                         | Palazzo Pisani Gritti |  |
|                                                                                   | Palazzo Genovese (neogótikus, 19. század)                                                              | Rio delle Ostreghe |  |
|                                                                                   | Abbazia di San Gregorio                                                                                | Palazzo Ferro Fini (Veneto regió tanácsa)                                                                                   |  |
|                                                                                   | Rio della Salute                                                                                       | Palazzo Ferro Fini (Veneto regió tanácsa)                                                                                   |  |
|                                                                                   | Pontile Salute                                                                                         | Palazzo Contarini Fasan (gótikus, 15. sz.; „Desdemona háza”)                                                                |  |
|                                                                                   | Basilica di Santa Maria della Salute                                                                   | Palazzo Venier Contarini |  |
| Palazzo Michiel Alvisi                                                            | Basilica di Santa Maria della Salute                                                                   | |  |
|                                                                                   | Seminario Patriarcale                                                                                  | Palazzo Badoer Tiepolo |  |
|                                                                                   | Punta della Dogana                                                                                     | Palazzo Treves de Bonfili                                                                                                   |  |
| Rio di San Moisè                                                                  | Punta della Dogana                                                                                     | |  |
| Hotel Bauer (neogotico, XIX secolo)                                               | Punta della Dogana                                                                                     | |  |
| Ca’ Giustinian (gótikus, 15. sz.; Comune, a Velencei biennálé irodái)             | Punta della Dogana                                                                                     | |  |
|                                                                                   | | Palazzo Vallaresso Erizzo (antico Ridotto)                                                                                  |  |
| Harry's Bar                                                                       | | |  |
| Pontile San Marco Vallaresso                                                      | | |  |
| Fonteghetto della Farina (reneszánsz, 15. sz.; Kikötőkapitányság)                 | | |  |
| Palazzina Selva vagy Venice Pavilion                                              | | |  |

## Bibliográfia
- A. Zorzi, P. Marton I Palazzi Veneziani – Magnus Ed., Udine, 1989 ISBN 88-7057-083-5
- M. Brusegan La grande guida dei monumenti di Venezia – Newton & Compton Ed., Róma, 2005 ISBN 88-541-0475-2
- E. e W. Eleodori Il Canal Grande. Palazzi e Famiglie – Corbo e Fiore Editori, II. kiad., Velence, 2007 ISBN 88-7086-057-4
- Guida d'Italia – Venezia. 3. kiad. Milánó, Touring Editore, 2007 ISBN 978-88-365-4347-2
- Alvise Zorzi, P. Marton. I Palazzi Veneziani. Udine, Magnus, 1989 ISBN 88-7057-083-5
- Alberto Toso Fei, I segreti del Canal Grande. Misteri, aneddoti, curiosità, sulla più bella strada del mondo. Studio LT2, 2009
- Venezia e provincia. Milano, Touring Editore, 2004 ISBN 88-365-2918-6
- Raffaella Russo. Palazzi di Venezia. Venezia, Arsenale Ed., 1998 ISBN 88-7743-185-7
- Umberto Franzoi, Mark Smith. Canal Grande. Venezia, Arsenale Ed., 1993 ISBN 88-7743-131-8
- Giuseppe Mazzariol (a cura di). I Palazzi del Canal Grande. Novara, Istituto Geografico De Agostini, 1989
- Gianjacopo Fontana. Venezia monumentale – I Palazzi. Venezia, Filippi Ed., 1967
- Andrea Fasolo, Mark Smith. Palazzi di Venezia. Venezia, Arsenale Ed., 2003 ISBN 88-7743-295-0
- Terisio Pignatti (szerk.). Le scuole di Venezia. Milánó, Electa, 1981
- Silvia Gramigna, Annalisa Perissa. Scuole di Arti, Mestieri e Devozione a Venezia. Velence, Arsenale Coop
- Giuseppe Tassini. Curiosità Veneziane. Velence, Filippi Ed., 2001

## Fordítás
Ez a szócikk részben vagy egészben  a   Canal Grande című olasz Wikipédia-szócikk ezen változatának fordításán alapul.  Az eredeti cikk szerkesztőit annak laptörténete sorolja fel. Ez a jelzés csupán a megfogalmazás eredetét és a szerzői jogokat jelzi, nem szolgál a cikkben szereplő információk forrásmegjelöléseként.